# ویرکسوورث
latitudeویرکسوورثlongitudeویرکسوورث
ویرکسوورث (به انگلیسی: Wirksworth) یک شهرک در بریتانیا است که در انگلستان واقع شده‌است.

## خصوصیات
ویرکسوورث ۵٬۰۰۰ نفر جمعیت دارد.

## خواهرخوانده
شهر فرانکناو خواهرخواندهٔ ویرکسوورث هست.